# Kanton Landerneau
Landerneau is een kanton van het Franse departement Finistère. Het kanton maakt deel uit van het arrondissement Brest.

## Gemeenten
Het kanton Landerneau omvatte tot 2014 de volgende 8 gemeenten:
- Dirinon
- La Forest-Landerneau
- Landerneau (hoofdplaats)
- Pencran
- Plouédern
- Saint-Divy
- Saint-Thonan
- Trémaouézan

Sinds de herindeling van de kantons bij decreet van 13 februari 2014, met uitwerking op 22 maart 2015, omvat het volgende 9 gemeenten:
- La Forest-Landerneau
- Landerneau (hoofdplaats)
- Lanneuffret
- Pencran
- Plouédern
- La Roche-Maurice
- Saint-Divy
- Saint-Thonan
- Trémaouézan